# Викторталер
Викторталер (нем. Victortaler) — название монет талерового типа с изображением святого Виктора Дамасского. Соответствующие монеты чеканили небольшими тиражами бароны Батенбурга, графы Дезаны и в кантоне Золотурн. Святого изображали стоя в латах с пальмовой ветвью в одной руке. Реверс содержал имперский герб — двуглавый орёл либо гербовый щит.